# Cnemaspis sisparensis
Cnemaspis sisparensis är en ödleart som beskrevs av  Theobald 1876. Cnemaspis sisparensis ingår i släktet Cnemaspis och familjen geckoödlor. Inga underarter finns listade i Catalogue of Life.